# 管箱
管箱（かんばこ）とは、雅楽の楽器を収納する容器。管箱は主に篳篥を収納するもので、笛を収納する容器は「笛筒」と呼ぶ。
形状は矩型と扇型に大別される。材質は黒檀を用いるのが基本とされる。
篳篥や笛は竹を素材とし、表面が薄く細いため笙のように螺鈿や蒔絵で鮮やかな装飾をすることが出来ない。そのため、入れ物である箱に意匠が凝らされることが多く、鮮やかな装飾で彩られた箱が多い。
演奏者は管弦の際、楽器を管箱に入れたまま、腹の辺りに抱えて舞台に登る。